# Réserve nationale de faune de Qualicum
Pour les articles homonymes, voir Qualicum.
La réserve nationale de faune de Qualicum  (anglais : Qualicum National Wildlife Area) est une réserve nationale de faune du Canada située en Colombie-Britannique à l'ouest de Nanaimo. Cette aire protégée de 78 ha a pour but de protégée des estuaires et des hautes-terres de l'est de l'île de Vancouver. Elle est située dans la réserve de biosphère du Mont Arrowsmith.